# Casa senyorial dels Peguera
La Casa senyorial dels Peguera és un edifici del municipi de Torrelles de Foix (Alt Penedès) que forma part de l'Inventari del Patrimoni Arquitectònic de Catalunya.

## Descripció
A un extrem del nucli de la població de Torrelles hi ha les restes d'aquesta torre. Queden dempeus part de les muralles del recinte que correspon a l'antiga residència senyorial dels Peguera. Actualment és un mur de contenció que envolta la finca d'un nou edifici. Al soterrani de la casa hi ha vestigis de l'antiga residència (restes de murs i arcs apuntats de pedra).

## Història
Els senyors de Foix tenien casa senyorial a Torrelles de la segona meitat del segle xvi. L'any 1579 es va efectuar la benedicció de la capella dedicada a la Mare de Déu del Roser obrada al pati del castell.